# Ophiophrixus
Ophiophrixus is een geslacht van slangsterren uit de familie Ophiomyxidae.

## Soorten
- Ophiophrixus acanthinus H.L. Clark, 1911
- Ophiophrixus confinis Koehler, 1922
- Ophiophrixus quadrispinosus (Koehler, 1914)
- Ophiophrixus spinosus (Storm, 1881)